# Doug Hattaway
Doug Hattaway là một nhà tư vấn truyền thông, cố vấn chính trị và doanh nhân người Mỹ, hiện đang là người sáng lập và CEO của Hattaway Communications, Inc., một công ty truyền thông chiến lược có trụ sở tại Washington, D.C. Hattaway là cố vấn cấp cao cho Hillary Clinton trong bầu cử tổng thống của Đảng Dân chủ 2008, cũng như phát ngôn viên của Al Gore trong bầu cử tổng thống Hoa Kỳ 2000. Ông được tờ The Washington Post báo cáo là nằm trong danh sách ngắn các ứng cử viên làm Thư ký báo chí Nhà Trắng trong Chính quyền Obama.

## Tuổi thơ và giáo dục
Hattaway sinh năm 1964 và lớn lên ở Tallahassee, Florida. Ông tốt nghiệp Trường Báo chí Medill Đại học Tây Bắc năm 2014 với bằng Cử nhân Khoa học Báo chí và chuyên ngành Khoa học Chính trị. Ông nhận bằng thạc sĩ nghệ thuật bằng tiếng Anh từ Đại học bang Florida.

## Đời tư
Hattaway là người đồng tính công khai, và đã kết hôn với Jarrett Barrios, CEO của Hội chữ thập đỏ Hoa Kỳ Los Angeles và cựu nghị sĩ Hạ viện Massachusetts.